# 1871年德國聯邦選舉

選舉地圖

1871年德國聯邦選舉是統一的德國的第一次選舉，於1871年3月3日舉行。民族自由黨成為了帝國國會中最大的政黨，在382個席位中擁有117個席位。但此次選舉的投票率僅為51.0%。
後來併入帝國的阿爾薩斯-洛林的公民沒有參加選舉，因此在第一屆國會中沒有代表，因為與法國停戰的法蘭克福和約在當年5月，即在國會選舉之後才簽訂。
國會中最強大的意識形態是自由主義，佔382名代表中的202名。然而它被劃分為不同的派別。民族自由黨尤其支持德國帝國國會總理奧托·馮·俾斯麥的政策。在這個立法時期通過的法律規定將帝國的立法權擴展到包括所有民法範疇。